# Café Guarany (Buenos Aires)
El  Café El Guarany de la ciudad de Buenos Aires, a veces mencionado como Café Guaraní  estaba ubicado en la esquina noroeste de Corrientes y Esmeralda y durante la primera mitad del siglo XX fue escenario de diversos conjuntos dedicados al tango.

## Descripción
Cuenta el escritor Bernardo González Arrili que allá por el Novecientos: 

“Hacia la esquina de Esmeralda, por la vereda de los nones (…) quedaba al fin un almacén, ‘El Guarany’; sobre Corrientes el despacho de comestibles, sobre Esmeralda el despacho de bebidas; la puerta de la esquina, ochavada y reducida, daba a los dos despachos, separados simbólicamente por una Caja tapiada por tres vidrios. En los escaparates de Corrientes (…) se mostraban, como en la mayoría de las casas del ramo, artículos de manducar, por lo general españoles e italianos (…) La otra vidriera de la vuelta era una botillería, que a los muchachos no nos interesaba gran cosa. Lo único que alguna ocasión detuvo nuestros pasos, era el grifo de brillante metal, con tres o cuatro extremos, por donde goteaba el agua sabiamente dosificada para la preparación lenta de los ajenjos, los suisés opalinos que siempre tuvimos ganas de probar”

## Su relación con el tango
El Café Guarany tenía una mesa reservada para Carlos Gardel y José Razzano que actuaban en el Teatro Esmeralda, que luego cambiara el nombre por el de Teatro Maipo, que estaba a corta distancia. Lo solía acompañar Egidio Nacari y después rumbeaban para el restaurante  América donde se encontraban con doña Berta, la madre de Gardel, y con la esposa de Naccari; este último trabajaba en la tienda Gath y Chaves y era además un tenor con conocimientos de canto que a veces daba consejos en la materia al dúo de cantores.
Se refiere a este Café el tango Café Guarany  de autoría de Hércules A. Valsangiácomo dedicado en esta forma, "El cuarteto Valsangiácomo dedica a los dueños del bar 'El Guarany', señores Serrano y Cia". En El Guarany  debutó en 1927 el primer sexteto de Carlos Di Sarli, integrado por César Ginzo y Tito Landó en bandoneones, José Pécora y David Abramsky en violines, Alfredo Krauss en el contrabajo y el director al piano. 
El pianista Humberto Canaro se había comprometido a formar un conjunto para actuar en  el café Guarany, pero como no podía por cuestiones personales ni quería perder el contrato,  le recomendó al violinista y compositor José Pécora que buscara quien lo reemplazara y fue así convocado Carlos Di Sarli y el resto de los integrantes del conjunto, reconociendo su capacidad  le encomendaron la dirección de la orquesta típica y en esta forma en 1927 Di Sarli debutó con su conjunto  en el centro de Buenos Aires con un sexteto integrado por César Ginzo y Tito Landó en bandoneones, José Pécora y David Abramsky en violines, Alfredo Krauss en el contrabajo y el director al piano
En el Guarany actuó en 1928 el sexteto dirigido por Carlos Marcucci.